# Viktor Kotnik
Viktor Kotnik, slovenski metalurg in gospodarstvenik, * 30. november 1910, Zgornji Jakobski Dol, † 19. december 1991, Ljubljana

## Življenjepis
Viktor Kotnik je leta 1934 diplomiral na montanistični visoki šoli v Leobnu. Od leta 1934 do 1944 je bil obratni in razvojni inženir v jeseniški železarni, nato je sodeloval v NOB. Po koncu vojne je bil tehnični vodja Železarne Jesenice in od 1947 do 1951 generalni direktor Generalne direkcije črne metalurgije FLRJ, nato od 1952 do 1958 namestnik in nato direktor Zavoda za gospodarsko planiranje LRS ter do 1962 republiški sekrtar za industrijo in obrt. Leta 1974 je bil imenovan na mesto direktorja biroja za raziskave pri Železniško transportnem podjetju Ljubljana. Kotnik se je veliko ukvarjal z načrtovanjem in razvojem slovenskega in jugoslovanskega gospodarstva, zlasti črna metalurgije in prometa.